# Церковь евангельских христиан-баптистов на Народном проспекте
Церковь евангельских христиан-баптистов на Народном проспекте (иногда именуется Центральной церковью Владивостока) — историческая община (церковь) евангельских христиан-баптистов во Владивостоке, одна из пяти ныне действующих церквей данной конфессии в этом городе. Существует более 100 лет. Молитвенный дом церкви расположен по адресу: Владивосток, Народный проспект, 2б.
Входит в Объединение церквей евангельских христиан-баптистов Приморского края, которое, в свою очередь, входит в Российский Союз евангельских христиан-баптистов.

## История

Роберт Андреевич Фетлер, пресвитер Владивостокской церкви баптистов в 1919—1923 годах

Разрешение от городских властей на проведение легальных богослужений евангельско-баптистская община Владивостока получила в 1912 году. Первым пресвитером её стал Иосиф Антонович Вахник. Ещё до революции община разделилась на две: общину евангельских христиан и общину баптистов. И. А. Вахник возглавил общину евангельских христиан, а пресвитером баптистов стал Ефим Викентьевич Забудский. Собрания-богослужения проходили под надзором городской полиции — гласным и негласным.
Обе общины пережили бурный рост после революции 1917 года. Пресвитер Владивостокской общины баптистов и редактор баптистского журнала «Благовестник» Роберт Андреевич Фетлер писал об этом явлении: «Переживания последних годов, неожиданные, необычные, потрясли все основания, на которые мы привыкли опираться и показали, <…> мы нуждаемся в чём-то более глубоком, нежели договоры между народами, и в ком-либо более сильном, чем правители и государственные деятели, мы нуждаемся в духовном пробуждении, в возрождении жизни, в воскресении».
Церковь входила в Дальневосточный союз баптистов.

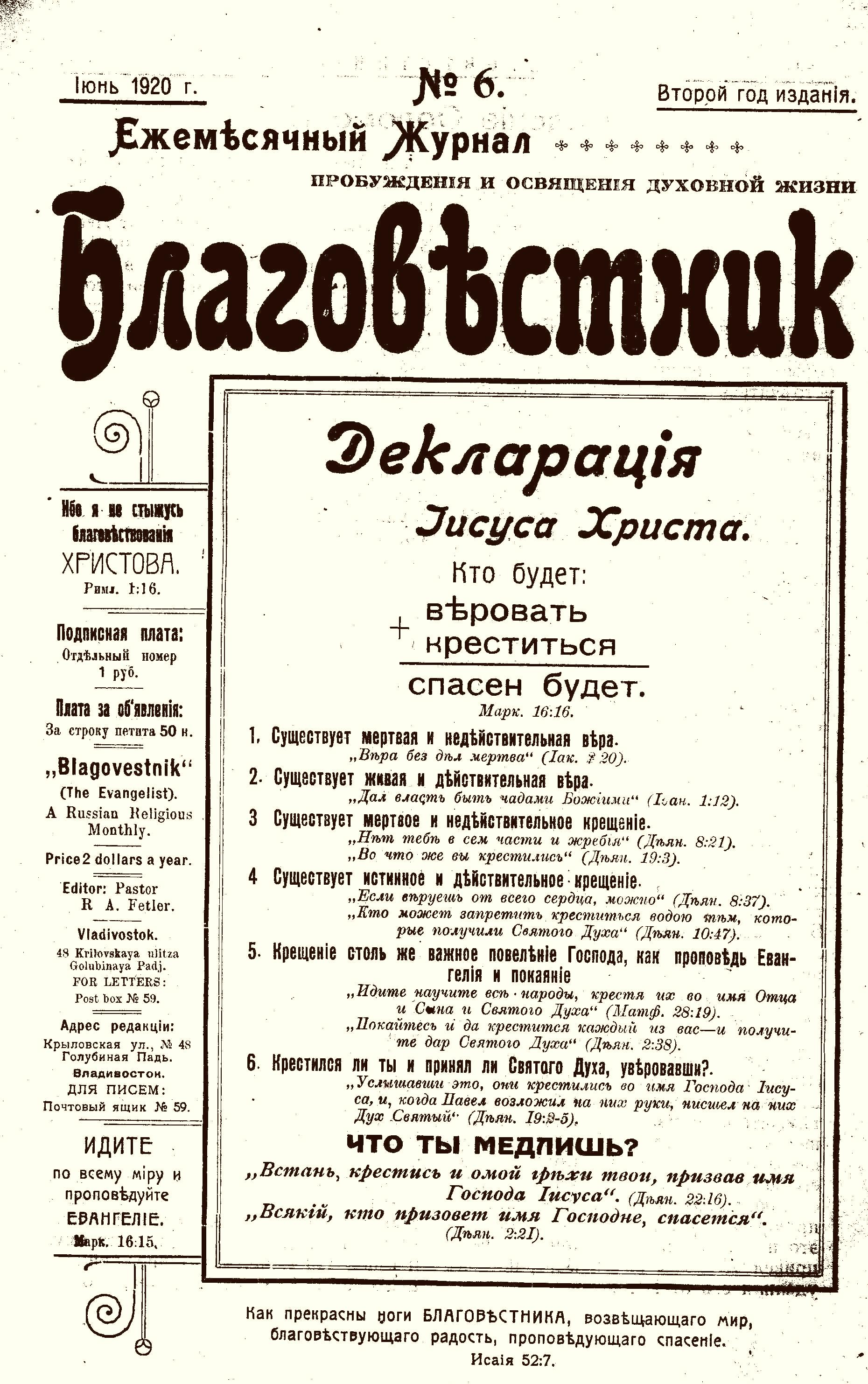
Обложка одного из номеров издававшегося баптистами во Владивостоке журнала «Благовестник». Июнь 1920 года.

В начале 1920-х годов каждая из общин издавала свой журнал — «Слово и жизнь» — евангельские христиане и «Благовестник». При каждой издавалось дополнительная литература. Члены церквей активно занимались миссионерством. При общинах были струнные и духовые оркестры, хоры. Проводились литературные и библейские молодёжные вечера. Во Владивостоке стали возникать христианские артели и кооперативы. Например, баптист Колотий создал бондарный кооператив «Приморье», где трудилось более 30 человек. А женщины организовались в швейную артель «Игла».

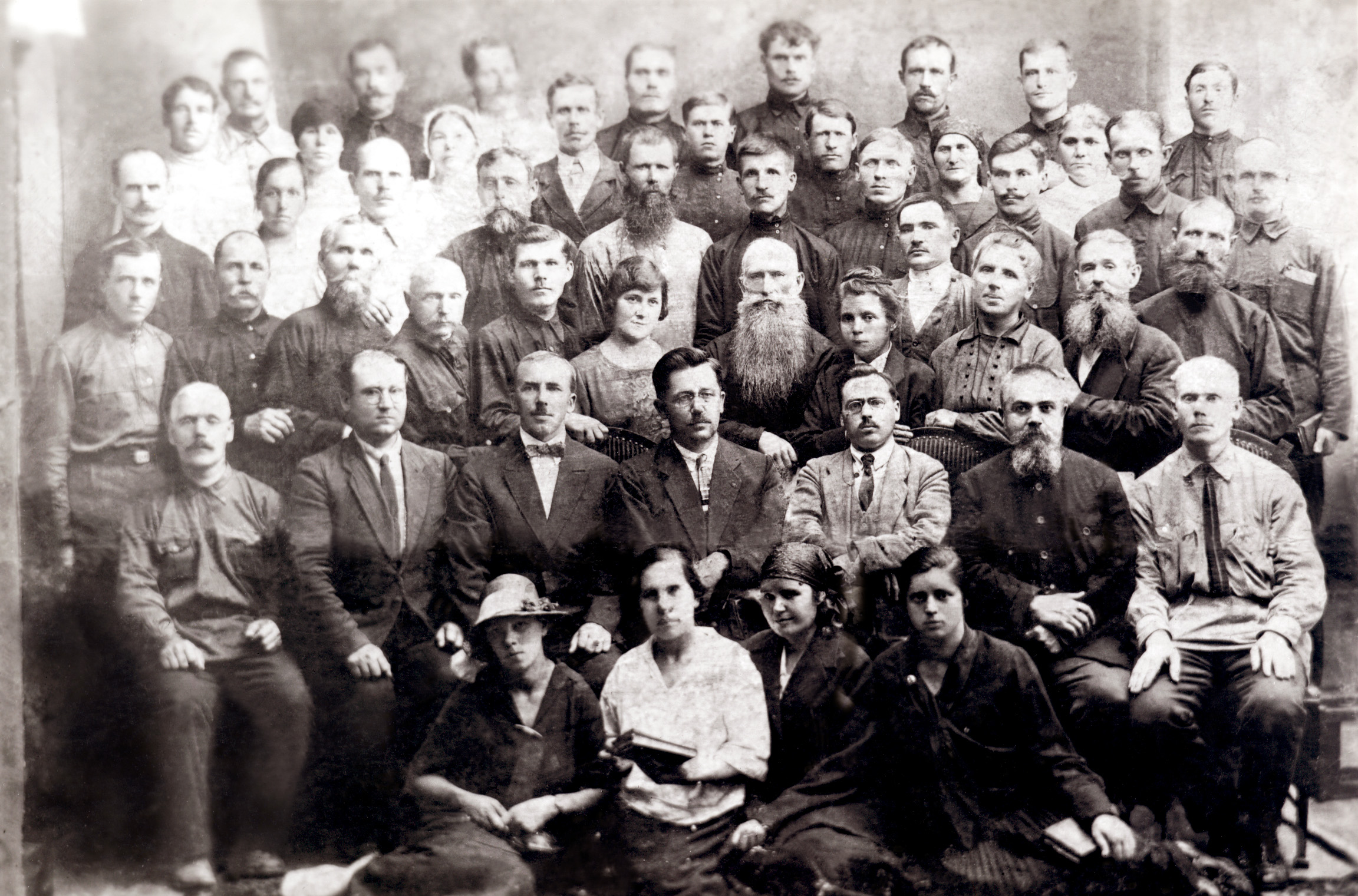
Пятый дальневосточный съезд евангельских христиан, прошедший во Владивостоке в 1926 году. Во втором ряду, в центре, председатель ДОВСЕХ Николай Никитович Красев. В третьем ряду, четвёртый справа (с большой бородой) — пресвитер Владивостокской общины евангельских христиан Иосиф Антонович Вахник.

В 1920—1928 годах во Владивостоке находился ДОВСЕХ (Дальневосточный отдел Всероссийского союза евангельских христиан), который координировал религиозную жизнь евангельских христиан по всему дальневосточному региону.

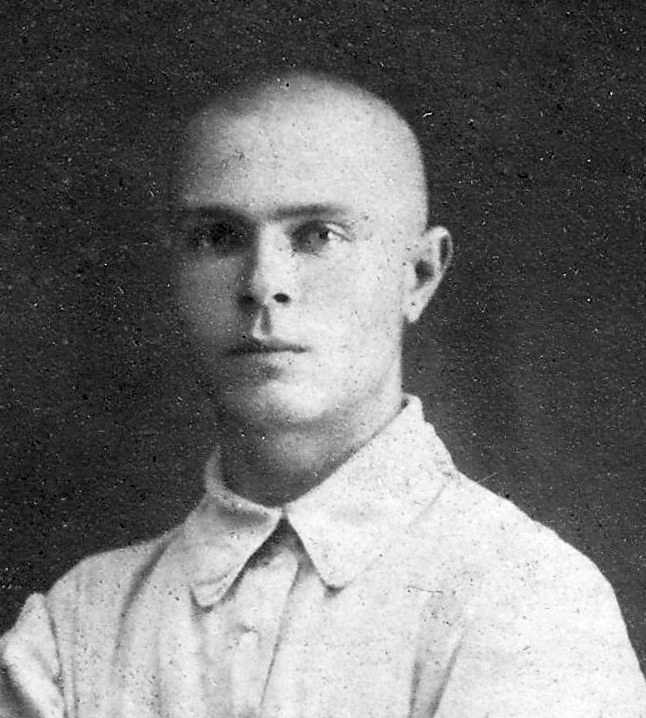
Павел Дмитриевич Скворцов, пресвитер Владивостокской церкви баптистов в 1930 году. Был арестован в начале 1931 года. Затем сослан с семьей в тайгу. Повторно арестован в 1934 году, из заключения не вернулся. Его жена умерла от лишений во время ссылки. Шестерых детей разобрали по семьям верующие

С 1929 года Советская власть усилила антирелигиозную борьбу. Наряду с ожесточением антирелигиозной пропаганды, власть стали чаще применять репрессии в отношении наиболее активных христиан. Кроме того, широко практиковались различные административные барьеры для легальной деятельности церквей. В результате в 1935 году баптистская община, а в 1937 году община евангельских христиан прекратили легальное существование.
Пик гонений пришёлся на период Большого террора. В соответствии с секретным оперативным приказом НКВД № 00447 пресвитеры, диаконы, проповедники, регенты хоров были объявлены «антисоветскими элементами» и репрессированы. Известны имена 38 членов владивостокских церквей, которые в 1929—1938 годах подвергались репрессиям в связи со своими религиозными убеждениями. Из их числа 22 были казнены через расстрел, ещё о троих достоверно известно, что они скончались в местах лишения свободы. Список приведен в книге Андрея Дементьева «Авен-Езер».
В годы войны во Владивостоке евангельские христиане и баптисты объединились и стали проводить совместные богослужения. Сначала богослужения проводились в тайне, маленькими группами, но с 1945 года Владивостокская церковь ЕХБ стала предпринимать попытки легализации, направляя соответствующие прошения властям. Им отказывали в течение 19 лет. Лишь в 1964 году церковь была зарегистрирована.
В 1950-е годы церковь приобрела Дом молитвы. В 1959 году, с началом Хрущевской антирелигиозной кампании, Дом молитвы был незаконно снесен бульдозером по распоряжению администрации города. В течение нескольких лет после этого церковь проводила свои богослужения под открытым небом на развалинах молитвенного Дома. Восстановить его городские власти не разрешали. В этот период над верующими проводились показательные судебные процессы, их увольняли с работы. Травля «сектантов» была развязана в газетах, кино, на телевидении, которое тогда только-только появилось во Владивостоке.

Из коллективного письма верующих Уполномоченному по делам религиозных культов при Крайисполкоме, декабрь 1962 года:

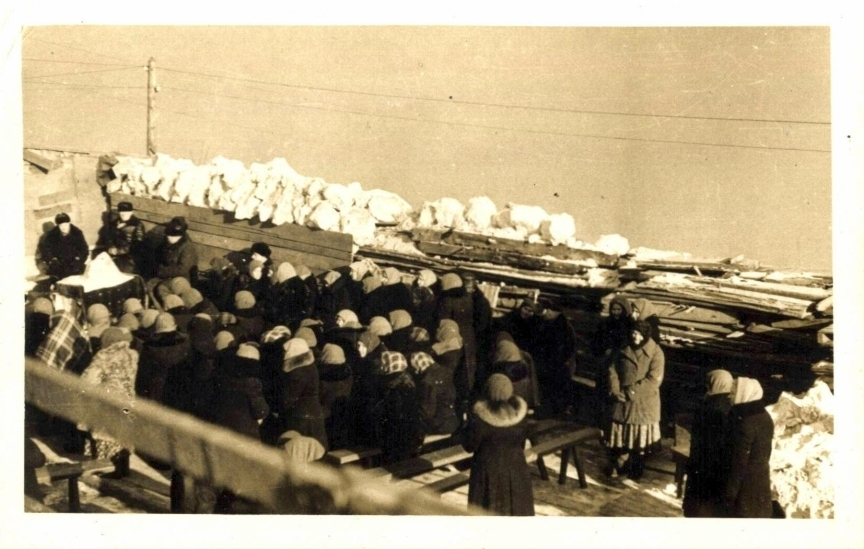
Богослужение Владивостокской церкви евангельских христиан-баптистов на развалинах Дома молитвы, незаконно снесенного городскими властями в 1959 году.

«В настоящее время мы вынуждены проводить богослужения под открытым небом, мерзнем на холоде, а ведь большинство из нас престарелые и инвалиды. Дети на нас бросают камни, а 9 декабря 1962 года представителями телестудии, не предъявив нам на это никакого разрешения и не спросив нашего согласия, на соседнем сарае был установлен фотоаппарат и производилась съемка. Когда нашим членом общины Шестовским Л. Ф. были отобраны кассеты для того, чтобы передать вам как факт нарушения, то его 11 декабря 1962 г. взяли в первое отделение милиции г. Владивостока».
ПРИМЕЧАНИЕ. Позднее за описанную здесь попытку помешать операторам местного телевидения снимать ход богослужения для изготовления очередного «антисектантского» разоблачительного фильма трое верующих, Шестовской, Москвич и Ткаченко, были приговорены «за хулиганство» к лишению свободы — каждый на 1 год.

Хрущевская антирелигиозная кампания привела к тому, что часть верующих приняла решение принципиально игнорировать советское законодательство о религии. Поэтому в 1964—66 годах церковь пережила крайне болезненное разделение на общину «зарегистрированных» и общину «незарегистрированных» ЕХБ. В 1965 году был приобретен ещё один Дом молитвы. Он достался зарегистрированной общине, которая и является сейчас Центральной церковью ЕХБ.
В 1976 году Дом молитвы попал под снос в связи со строительством нового микрорайона и вместо него власти предоставили второй этаж здания на Народном проспекте, 2. Этим помещением церковь пользуется и поныне. В 1990-х годах к двухэтажному зданию был пристроен новый просторный Дом молитвы. Сейчас основные богослужения Центральной церкви проходят в нём, а в старом помещении располагаются библиотека, комнаты для изучения Библии и христианского воспитания детей.
В постперестроечное время во Владивостоке образовались ещё три новых церкви ЕХБ, поэтому историческая церковь стала именовать себя «Центральной».

## Церковь в настоящее время
Главное богослужение в церкви начинается каждое воскресение в 10 часов утра. Дополнительные богослужения проходят во второй половине воскресенья и в будние дни.

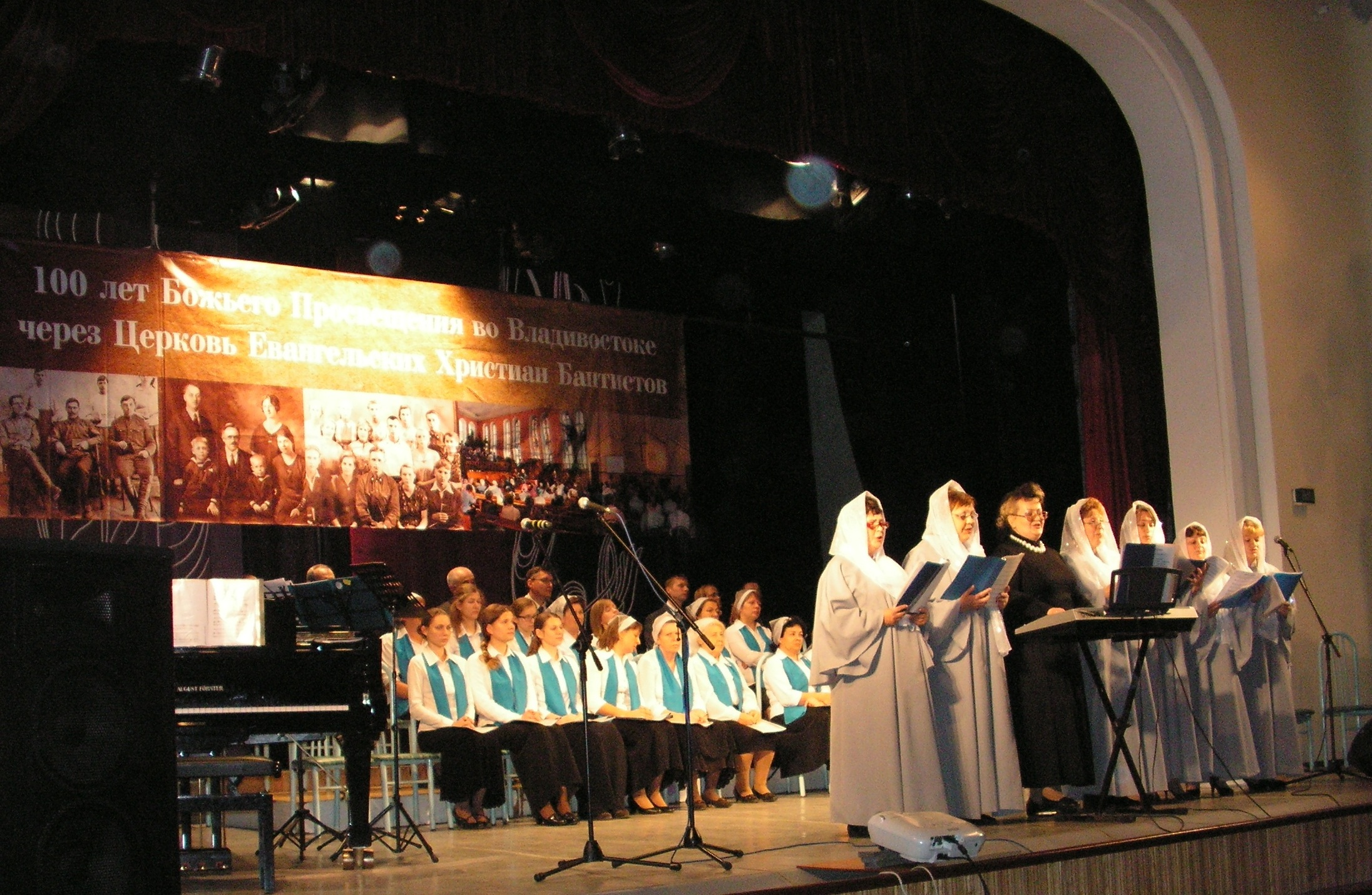
Празднование 100-летия баптизма во Владивостоке, прошедшее 4 ноября 2012 года во владивостокском театре им. А. С. Пушкина.

При церкви действует библиотека с духовной литературой, в которой среди прочего есть дореволюционные издания Библии, рукописные журналы ЕХБ времен советских гонений и другие раритеты.
Также при церкви есть воскресная школа для детей. Члены церкви занимаются миссионерством на территории края, проповедью Евангелия в тюрьмах и лагерях, благотворительностью, участвуют в различных конфессиональных конференциях. В летнее время Центральная церковь совместно с другими церквями организовывает христианские лагеря отдыха.
Пресвитер (пастырь) церкви — Александр Викторович Агапов.

## Конфликт с мэрией

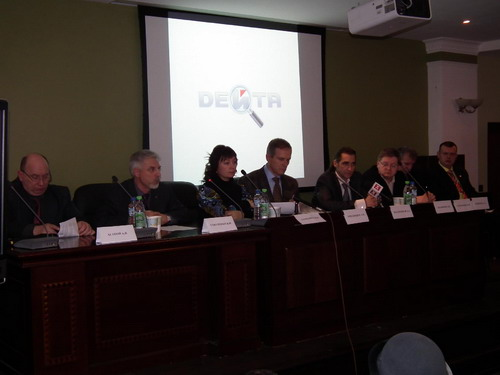
Пресс-конференция, посвященная попытке мэрии Владивостока отобрать помещение дома молитвы. Участвовали христианские служители и правозащитники.

Советское законодательство запрещало религиозным организациям владеть своим имуществом. В связи с этим двухэтажное здание, предоставленное общинам ЕХБ (второй этаж) и адвентистов седьмого дня (первый этаж) в 1976 году (взамен ранее купленных на пожертвования верующих и безвозмездно переданных муниципалитету помещений), продолжало оставаться на балансе администрации Владивостока. Юридически это было оформлено как безвозмездная аренда.
В конце 2011 года, в соответствии с вступившим в силу Федеральным законом ФЗ-327 «О передаче религиозным организациям имущества религиозного назначения, находящегося в государственной или муниципальной собственности» общины ЕХБ и АСД обратились в администрацию Владивостока с просьбой о передаче занимаемых ими помещений в собственность общин.
В ответ из администрации пришли письма с требованием в кратчайшие сроки очистить помещения. Мэр Владивостока Игорь Пушкарёв написал об этом в своем блоге: «Хочу обозначить свою позицию в отношении здания на Народном проспекте, 2а, которое занимают Церковь евангельских христиан-баптистов и Церковь христиан Адвентистов Седьмого Дня. Обе религиозные организации долгие годы пользовались этим муниципальным зданием бесплатно. На основании договора о безвозмездном использовании. Срок договора закончился, и теперь я хочу вернуть это здание обратно в собственность города. Здесь будут размещены или городские службы, вынужденные сейчас за деньги арендовать частные здания, или передадим его детям, под муниципальную школу искусств»).
В ответ община ЕХБ обратилась в Первореченский районный суд Владивостока, который согласился с её доводами и обязал городскую администрацию передать в собственность общины спорное помещение. Это решение подтвердила апелляционная инстанция краевого суда.
Однако вместо передачи помещения мэрия обратилась уже в Арбитражный суд. Она потребовала признать незаконным договор аренды от 1996 года (который пролонгировал действие старого договора) и обязать баптистов освободить помещение). Арбитражный суд отказал администрации Владивостока. Это решение подтвердила кассационная инстанция.
Сами верующие расценивали конфликт с мэрией как преследование на религиозной почве. «Неравное отношение к различным религиозным объединениям противоречит конституционному принципу равенства религиозных объединений перед законом и является ни чем иным как дискриминацией по признаку отношения к религии», — говорилось в открытом письме баптистов Владивостока мэру Игорю Пушкареву).
В настоящее время, по решению суда, второй этаж спорного здания оформлен в собственность общины ЕХБ. Судебный процесс сопровождался большим количеством публикаций в различных СМИ. Большинство СМИ встало на сторону верующих. Администрация Владивостока понесла репутационные потери.